# Kessinger Publishing
Kessinger Publishing ist ein US-amerikanischer Verlag. 

## Publikationen
Kessinger verlegt Nachdrucke rarer, vergriffener oder copyright-freier Bücher. Er wurde 1988 in Whitefish in Montana gegründet. Die Daten der Erst-Publikation der Titel liegt in der Regel vor dem Jahr 1924, so dass angenommen werden kann, dass die Bücher in den USA Copyright-frei sind. 
Kessinger benutzt heute häufig von Google Books eingescannte Titel und beantragt neue ISBN für die eingescannten Bücher. Der Verlag verlegt auch Print-on-Demand-Titel. Im Jahr 2009 bot der Verlag über 190.000 Titel an.
Einzelne Wissenschaftler werfen dem Verlag Copyfraud vor, da so Bücher, die eigentlich legitim und permanent Public domain sind, wieder mit einem Copyright belegt werden.